# L'Honneur de Bill
Pour plus de détails, voir Fiche technique et Distribution.
L'Honneur de Bill (Laughing Bill Hyde) est un film cinéma américain muet de Hobart Henley sorti en 1918.

## Fiche technique
- Titre original :  Laughing Bill Hyde
- Titre français : L'Honneur de Bill
- Réalisation : Hobart Henley
- Scénario : Willard Mack, d'après le roman de Rex Beach
- Société de production : Rex Beach Pictures Company
- Directeur de la photographie : Arthur A. Cadwell
- Pays de production : États-Unis
- Format : Noir et blanc - film muet
- Durée : 66 minutes
- Dates de sortie : 
  - États-Unis : 22 septembre 1918
  - France : 19 décembre 1919

## Distribution
- Will Rogers : Bill Hyde
- Anna Lehr : Ponotah
- Clarence Oliver : Dr. Evan Thomas
- Joseph Herbert : Joseph Wesley Slayforth
- Robert Conville : Denny Slevin
- Dan Mason : Denny Dorgan
- John Sainpolis : Black Jack Burg
- Mabel Ballin : Alice Walker